# Bataille de Colle
Conflit entre Guelfes et Gibelins
Batailles
1150 – 1200
- Vernavola (1154)
- Spolète (1155)
- Tortone (1155)
- Milan (1158)
- Siziano (1159)
- Crema (1159)
- Carcano (1160)
- Milan (1162)
- Prataporci (1167)
- Alexandrie (1174-1175)
- Legnano (1176)

1201 – 1250
- Calcinato (1201)
- Casei Gerola (1213)
- Cortenuova (1237)
- Brescia (1238)
- Faenza (1239)
- Giglio (1241)
- Viterbe (1243)
- Parme (1248)
- Fossalta (1249)
- Cingoli (1250)

1251 – 1300
- Bataille de Montebruno (1255)
- Cassano (1259)
- Montaperti (1260)
- Bénévent (1266)
- Tagliacozzo (1268)
- Colle (1269)
- Roccavione (1275)
- Desio (1277)
- Forlì (1282)
- Pieve al Toppo (1288)
- Campaldino (1289)

1301 – 1350
- Pavie (1302)
- La Lastra (1304)
- Milan (1311)
- Soncino (1312)
- Gaggiano (1313)
- Rho (1313)
- Ponte San Pietro (1313)
- Scrivia (1315)
- Montecatini (1315)
- Pavie (1315)
- Sestri (1318)
- Bardi (1321)
- Mirandola (1321)
- Gorgonzola (1323)
- Vaprio d'Adda (1324)
- Altopascio (1324)
- Zappolino (1325)
- San Felice (1332)
- San Quirico (1341)
- Gamenario (1345)

1351 – 1402
- Mirandola (1355)
- Casorate (1356)
- Solara (1356)
- Alexandrie (1391)
- Casalecchio (1402)

La bataille de Colle se déroula du 16 au 17 juin 1269 à proximité de Colle di Val d'Elsa entre les troupes gibelines de Sienne et les Guelfes de Charles d'Anjou et de Florence représentés par moins de 200 chevaliers commandés par Neri de' Bardi.

## Le contexte
Colle se trouve dans le camp guelfe malgré la bataille de Montaperti gagnée par les Gibelins siennois sur les Guelfes florentins le 4 septembre 1260.
Le 27 août 1268 une énième bataille entre le roi Charles d'Anjou, accouru défendre le pape Clément IV, et Conradin à la tête des Gibelins, décrète la victoire des Guelfes dans les environs de Rome. Mais les Gibelins, malgré la défaite, poursuivent leurs opérations de persécution des Guelfes et prennent possession du château d'Ulignano.
C'est ainsi que les villes, Colle et San Gimignano en tête, qui entourent le château, décident de l'attaquer et de poursuivre les fugitifs vers Pise et Poggibonsi.

## La bataille
En juin 1269 le capitaine Provenzano Salvani et le potestà comte Guido Novello partent de Sienne avec  1 400 chevaliers et 8 000 fantassins siennois, pisans, allemands, espagnols et exilés florentins et prennent positions sur les hauteurs de Badia à proximité de l'abbaye de Spugna.
Les Colligiani, qui ne s'attendent pas à ce siège, s'enferment dans leurs fortifications et envoient des messagers pour demander l'aide de Florence.
Dans les jours qui suivent, les troupes françaises aux ordres du maréchal Giambertoldo, vicaire du roi Charles d'Anjou, arrivent à Colle. Pendant la nuit, le maréchal dispose ses troupes sur les murs de la forteresse de Colle. Au matin, les troupes supplémentaires envoyées par Florence sont signalées ; en réalité, au moment de la bataille, l'armée florentine est encore à Barberino et ordonne que l'on fasse jouer les trompettes et crier de façon à faire croire aux Gibelins que les troupes sont bien plus importantes et il semble que cela ait fonctionné car les Gibelins se retirent vers San Marziale sur une petite colline.
Le maréchal Giambertoldo donne l'ordre aux milices de Colle de contourner la colline et de rester cachées jusqu'au moment où il attaquera les Siennois. Le maréchal fait abattre le pont San Marziale pour empêcher une retraite des milices et pour ralentir la fuite des Siennois.
Les Gibelins sont à portée, Gianbertoldo débute la bataille, pendant que derrière les lignes siennoises, les colligiani débouchent en criant et brandissant leurs armes, donnant la sensation que d'autres troupes sont prêtes à attaquer.
Malgré les menaces ou les promesses du capitaine Salvani, les soldats gibelins combattent peu et mal, se retirant rapidement et s'enfuyant. Beaucoup sont poursuivis et tués par les Guelfes et Salvani, ne voulant pas rentrer battu à Sienne, se jette dans la mêlée et il est tué par son ennemi juré Regolino Tolomei.

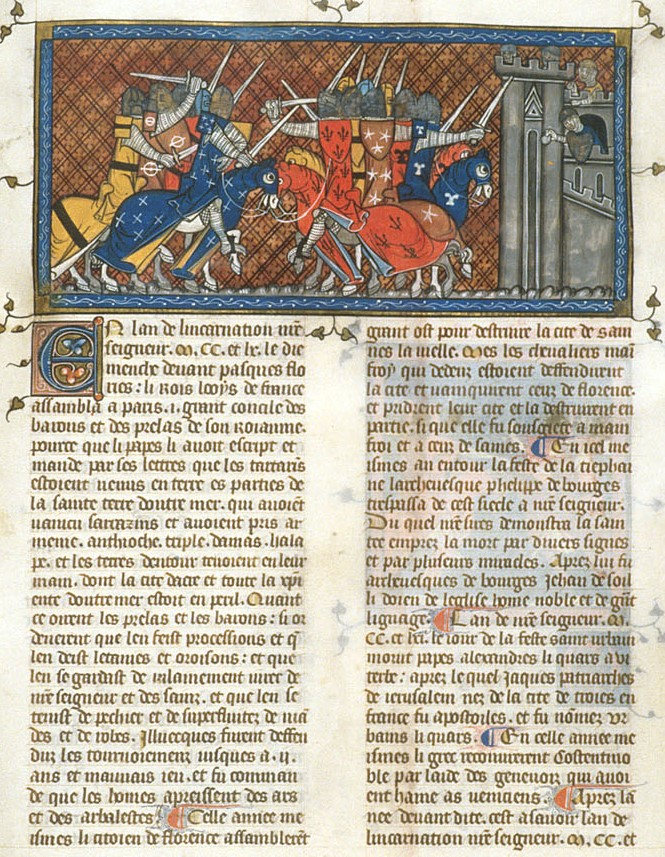
Bataille entre florentins et siennois illustré par Mahiet dans Les Grandes chroniques de France

Gianbertoldo a réussi avec seulement 800 chevaliers et 300 fantassins colligiani, à battre par ruse une armée composée de 9 400 hommes tout ceci sous les yeux de la Siennoise Sapia Salvani, chantée par Dante dans la Divine Comédie (Purg. C. XIII e segg.), qui suivit la bataille en priant pour la défaite de ses concitoyens.

« Quegli è, rispose, Provenzan Salvani
ed è qui perché fu presuntuoso
a recar Siena tutta alle sue mani.
Ito è così, e va senza riposo,
poi ché morì: cotal' moneta rende
a soddisfar, chi è di là tropp’osò »

— Purgatorio XI

« Rotti fur quivi, e volti negli amari
passi di fuga, e veggendo la caccia,
letizia presi ad ogni altra dispari [...] »

— Purgatorio XIII

## Sources
- (it) Cet article est partiellement ou en totalité issu de l’article de Wikipédia en italien intitulé « Battaglia di Colle » (voir la liste des auteurs).